# 特朗普集團
特朗普集團（英語：The Trump Organization）是一家來自美國的綜合企業，總部位於纽约曼哈頓中城川普大厦。它的主要功能是作為唐納·川普商業投資的控股公司。唐納·川普在2017年1月20日就任美国总统，為免利益衝突，他把集團交予兒子小唐纳德·特朗普及埃里克·特朗普管理，但仍掌有對集團的擁有权。

## 簡介

### 成立前
美国第45、47任总统唐納·川普的祖父母弗雷德里克·特朗普和伊麗莎白·克里斯蒂·特朗普是德裔美国人，于1906年移民到美国纽约皇后区。弗雷德里克在该地工作至1918年离世（因确诊感染西班牙流感）。

### 正式成立
毕业后，弗雷德·特朗普与母亲伊麗莎白·克里斯蒂·特朗普一同成立公司，名为Elizabeth Trump & Son。

### 特朗普时代
1968年，唐纳德毕业于宾夕法尼亚大学宾夕法尼亚大学沃顿商学院经济学理学士。毕业后，他掌管该公司。

### 上任总统
2017年，特朗普卸任CEO位置，并由第一任妻子伊凡娜·川普所生的两个儿子：小唐纳德·特朗普及埃里克·特朗普掌管。

### 终止合作
2021年1月14日，纽约市政府宣布与特朗普集团终止合作。

## 介绍
特朗普集團擁有數十萬平方尺曼哈頓黃金地段，以及在世界各地開設酒店、度假村、住宅大樓及高爾夫球場，並進行房地產投資。該集團有515家子公司，其中264家的名字中有特朗普的名稱，另外54家的名稱有特朗普的英文縮寫。由於特朗普集團於美國及世界各地均有投資項目，它參與的行業眾多，包括房地產、建築、酒店、娛樂、書籍及雜誌出版、媒體、模特管理、零售、理財服務、棋牌遊戲開發、飲食、商業教育、網上旅遊、航空、直升機服務及選美，它亦擁有電視節目《飛黃騰達》的製作公司。該集團旗下環球小姐組織和全國廣播公司製作《環球小姐》、《美國小姐》及《美國妙齡小姐》選美節目。特朗普集團零售方面出售時裝、精品、傢俱、寢具、家居裝飾、家居香氛產品、照明產品、浴室紡織品、小型皮包、鐘錶、珠寶、首飾、書籍、酒杯、巧克力及礦泉水。而在2025年6月，特朗普集团授权T1 Mobile推出移动虚拟运营商品牌特朗普移动并以授权形式推出特朗普品牌手机。。
特朗普集團部分已出售的財產仍保留了特朗普的名字，例如最近賣出的特朗普娛樂度假集團仍營運特朗普泰姬陵、特朗普廣場以及特朗普濱海賭場。

## 争议

### 暴利调查
1954年特朗普因公共合同漏洞谋取暴利被美国参议院委员会调查，包括指控他夸大虚报他的海滩天堂馆370万美元，同年威廉·F·麦肯纳在参议院银行委员会听证会任命调查联邦住房管理局内部的“丑闻”，引用弗雷德·C·特朗普和他的合伙人威廉·托马塞洛作为营造商如何利用联邦住房管理局谋取暴利的案例。麦肯纳说他们俩曾花34200美元买下一块土地，然后以租期99年每年60000美元的价格出租给他们的公司。如果他们在其上建造的公寓违约，联邦住房管理局将为此欠下150万美元。麦肯纳说特朗普和托马塞洛获得了比建造公寓所花费的成本多出350万美元的贷款，特朗普在次月参议院银行委员会调查“暴利”之前供述，他说若联邦住房管理局在法规中设立严格限制发放贷款的条款，营造商将不会在过期战后贷款保险计划下建造公寓。1954年9月，继特朗普的供述, 2,500名天堂海滩公寓的租户起诉特朗普和联邦住房管理局，声称营造商谋取暴利和他们获得了比实际建设成本多400万美元的贷款，而且租金因此不切实际地夸大了。

### 民权诉讼
1973年，美国司法部民权司提起民事权利诉讼控告特朗普集团拒绝把公寓出租给黑人。在城市联盟组织在特朗普拥有的复合式公寓里进行黑白不同肤色的人申请承租的测试中，白人租到了公寓，黑人没有。根据法庭记录，四个主管或租赁代理告发承租申请表是送到总部办公司通过种族分类方式进行批准或拒绝的。1979年《乡村之音》的一篇文章援引一位租赁代理说特朗普指示他不要把公寓租给黑人，并鼓励现有黑人租户离开。1975年，同意法令被司法部的住房部门的负责人称为“有史以来最深远的谈判之一”，要求特朗普在关键广告宣传单中标明公寓空置率并且向城市联盟组织登记空置率。司法部随后抱怨说，持续的“始作俑者特朗普集团频繁发生的种族歧视行为已经造成了人们充分享受平等机会的实质性障碍。

### 稅務問題
2021年7月1日，特朗普集團與財務總監魏塞爾伯格，被起訴與稅務相關的罪名，兩者均否認控罪。特朗普代表律師預期，特朗普本周不會被起訴。
特朗普集團表示，起訴是政治迫害，目的是對特朗普構成傷害。特朗普集團代表律師相信，有關訴訟不會明顯影響公司業務。
特朗普集團與魏塞爾伯格面對15項控罪，主要涉及稅務欺詐與有錯誤商務文件等罪名。案件檢察官Carey Dunne表示，被告取得可觀利益，令到納稅人受損。
美國紐約曼哈頓檢察官萬斯（Cyrus Vance）調查特朗普及其控制的公司財政情況已有3年。
2022年12月6日，紐約法院的陪審團裁定特朗普集團的全部17項稅務欺詐指控有罪。特朗普集團，被判犯有九項刑事指控，而其另一實體，即特朗普薪資公司（The Trump Payroll Corporation），被判犯有八項刑事指控。
2023年1月13日，特朗普集团因税务诈骗被纽约州最高法院法官判处罚金160万美元。

## 外部連結
- （英文） 官方网站 （页面存档备份，存于）